# Petrônio (prefeito pretoriano)
Petrônio (português brasileiro) ou Petrónio (português europeu) (em latim: Petronius) foi um oficial romano dos séculos IV e V, ativo durante o reinado do imperador ocidental Honório (r. 395–423).

## Vida
Petrônio era o irmão mais velho de Patroíno e pai de Petrônio. Aparece pela primeira vez entre 395 e 397, quando ocupou a posição de vigário da Hispânia como atestado em algumas leis preservadas no Código de Teodósio. Ele recebeu a epístola vii 114 de Quinto Aurélio Símaco logo após deixar o ofício e em 399 recebeu a epístola vii 106 na qual Símaco solicita que Petrônio auxilie seus agentes que estavam comprando cavalos na Hispânia.
Sabe-se que Petrônio estava na corte de Ravena com seu irmão de 398 a 401, quando receberam as epístolas vii 102 (final de 398), 103 (398/399), 104 (começo de 399), 110 (começo de 401) e provavelmente 127 (datação incerta). As cartas indicam que os irmãos gozaram de influência na corte no período, e os autores da PIRT sugerem que talvez mantivessem algum ofício, apesar de ser incerto qual; pensa-se que Petrônio foi questor do palácio sagrado, mestre dos ofícios ou conde da fortuna privada.
Em 402/408, quando era prefeito pretoriano da Gália, recebeu uma das leis preservadas no Código de Justiniano (xi 74.3a). Sabe-se que ele organizou um assembleia anual em Arelate (atual Arles) que caducou sob os tiranos. Segundo Genádio de Massília, apesar de sua educação secular, Petrônio era um cristão devoto e fez seu filho seguir uma vida religiosa. Além disso, escreveu um livro sobre ordenação episcopais.